# Anthony Eden
Pour les articles homonymes, voir Eden.
Sir Anthony Eden, né le 12 juin 1897 à Windlestone Hall près de Rushyford et mort le 14 janvier 1977 à Alvediston, 1er comte d'Avon, est un homme d'État britannique. Membre du Conseil privé du Royaume-Uni, il est ministre des Affaires étrangères à trois reprises, puis Premier ministre conservateur du 7 avril 1955 au 9 janvier 1957. Il démissionne peu après la crise de Suez.

## Formation
Robert Anthony Eden, est né le 12 juin 1897 à Windlestone Hall (en), près de Rushyford, dans le comté de Durham. Son père William Eden (7e baronnet), un gentleman excentrique, appartient à la gentry titrée.
Il fait ses études au collège d'Eton puis à Christ Church College (Oxford) où il étudie les langues orientales (persan et arabe). Très doué pour les langues, il parlait couramment le français et l'allemand, appris dans son enfance.
Il renonce à une carrière militaire à cause d'une mauvaise vue, mais réussit à s'engager en 1917.
Sous-lieutenant au 21e bataillon (Yeoman Rifles) du King Royal Rifle Corps, il reçoit la Military Cross le 3 juin 1917 (après la bataille de la Somme), pour avoir sauvé un de ses hommes dans le no man's land.
Député conservateur depuis 1923 (pour l'arrondissement de Warwick et Leamington), il est sous-secrétaire d'État aux Affaires étrangères de 1931 à 1933. Nommé au Conseil privé (PC) du roi en juin 1934, il représente la Grande-Bretagne auprès de la Société des Nations (SDN) en 1934 dans le gouvernement de Stanley Baldwin.
Il est le premier membre d'un gouvernement britannique à se rendre à Moscou, et donc le premier homme politique britannique à rencontrer Joseph Staline.

## Carrière ministérielle
Il est nommé ministre des Affaires étrangères en décembre 1935. Partisan d'une attitude de fermeté face aux dictatures, il démissionne en février 1938 et se rapproche de Winston Churchill. Il est quasiment l'un des seuls députés conservateurs avec lui à critiquer l'attitude passive et pacifique de Chamberlain au moment de la signature des accords de Munich. Cela lui vaudra d'être nommé secrétaire d'État aux Dominions dans le gouvernement le 3 septembre 1939 puis secrétaire d'État au War Office, le 11 mai 1940, avant d'être désigné comme le dauphin officieux de Churchill en privé le 30 septembre 1940, puis officiel dans une lettre que Churchill, en partance pour Washington, adresse au roi le 16 juin 1942 : Churchill y demande à George VI de prendre Eden comme premier ministre s'il lui arrivait quelque chose pendant le voyage.
Ministre de la Guerre en 1940, puis secrétaire aux Affaires étrangères (Foreign Office) de la fin 1940 à 1945 dans le cabinet de Churchill, il renforce les liens avec les Alliés et soutient le général de Gaulle, avec qui il a eu de bons rapports pendant la guerre, et qu'il défendit toujours devant Churchill et — surtout — devant Roosevelt. Le Général lui rendit ce bel hommage : « Ce diplomate, entièrement dévoué aux intérêts de son pays, ne méprisait pas ceux des autres et restait soucieux de morale internationale au milieu des brutalités cyniques de son temps. » (Mémoires de guerre, t. I, p. 198).
En décembre 1942 il explique au Parlement britannique que :
"Les autorités allemandes ne se contentent pas de refuser les droits humains les plus élémentaires aux personnes de race juive dans tous les territoires sur lesquelles elles ont imposé leur règne barbare. Elles sont en train de mettre en œuvre les déclarations de Hitler d'exterminer le peuple juif". 
Le 19 octobre 1943, il représente l'Angleterre à Moscou avec son homologue américain Cordell Hull ; ils sont reçus par Viatcheslav Molotov. Le 27 octobre, ils sont reçus par Joseph Staline avec Hastings Lionel Ismay et Clark Kerr.

## Premier ministre
Après la victoire des travaillistes aux élections de 1945, il devient, aux côtés de Churchill, l'un des chefs de l'opposition conservatrice.
Il est nommé ministre des Affaires étrangères en 1951. 
En avril 1953, il subit une cholécystectomie à Londres mais l'opération chirurgicale échoue et il doit être réopéré peu après. La deuxième opération n'est guère plus concluante, Eden ayant été décrit comme « à deux doigts de la mort » à plusieurs reprises pendant l'intervention. Il est finalement emmené par avion à Boston (aux États-Unis) en juin 1953 pour être à nouveau opéré par un chirurgien réputé, malgré les réticences de Churchill qui redoutait que cela ne donne une mauvaise image de la chirurgie britannique et du National Health Service. 
Il succède à Churchill au poste de Premier ministre le 12 avril 1955. Il est décoré de l'ordre de la Jarretière (KG) le 20 octobre 1954.
Ses rapports avec les États-Unis furent quelquefois tendus. Il se plaignit ainsi que le gouvernement américain espérait que les anciens territoires coloniaux britanniques, « une fois libérés de leurs maîtres, deviendraient dépendants économiquement et politiquement des États-Unis. »
En novembre 1956, partageant la même analyse que Guy Mollet sur la nationalisation par Nasser du canal de Suez, il engage le Royaume-Uni dans l'expédition militaire de Suez aux côtés de la France, mais doit mettre fin aux opérations sous la pression des Américains. Le 9 janvier 1957, il se retire de la vie politique officiellement pour raisons de santé, mais en réalité parce qu'il subissait une durable impopularité due à l'échec de l'expédition de Suez et est remplacé par Harold Macmillan. Il se consacre alors à l'écriture.
Jusqu'alors appelé Sir Anthony Eden, il est élevé à la pairie le 12 juillet 1961 avec les titres de vicomte Eden et comte d'Avon, le 12 juillet 1961, et il est fait chevalier de la Jarretière.

## Autres activités
Eden a été chancelier de l'université de Birmingham de 1945 à 1957. Il parlait le français parfaitement ainsi que le persan, l'arabe, l'allemand et le russe. Lors de la Conférence de Genève, en 1954, il parla en français avec le Premier ministre chinois, Chou-En laï.
Deux de ses frères sont morts au combat durant la Première Guerre mondiale, John en 1914 et Nicholas William en 1916, à l'âge de seize ans. Son fils aîné Simon (1924-1945) est tué pendant les dernières semaines de la Seconde Guerre mondiale, alors qu'il était navigateur d'un appareil de la RAF survolant la Birmanie. Son fils puîné était mort juste après sa naissance, en 1928. Son fils benjamin Nicholas (1930-1985), 2e et dernier comte d'Avon, sera ministre de Margaret Thatcher, mais il mourra prématurément du sida. Eden divorce de sa première femme Béatrice (1905-1957) pour épouser en 1952 une nièce de Winston Churchill, Clarissa (1920-2021).
Il tombe gravement malade alors qu'il était en visite chez son vieil ami, Averell Harriman, ancien conseiller de Roosevelt pendant la guerre et doit être rapatrié d'urgence en Angleterre ; il meurt le 14 janvier 1977 dans son manoir d'Alvediston, dans le Wiltshire.
Anthony Eden est l'auteur de Mémoires, traduits en français chez Plon en 1960. Il y traite de la Corée, de l'Indochine, de Trieste, du Proche-Orient, de la construction européenne et de l'affaire de Suez. Malgré le titre La vérité sur l'affaire de Suez, Anthony Eden omet toute référence à l'alliance secrète formée par le Royaume-Uni et la France avec Israël lors des Protocoles de Sèvres. Il maintient, malgré l'évidence, que les gouvernements britannique et français sont intervenus pour séparer les troupes israéliennes et égyptiennes dans le Sinaï.
Il apparaît dans le documentaire Le Chagrin et la Pitié de Marcel Ophüls.

## Distinctions
Au titre de sa participation à la Première Guerre mondiale, il reçoit la croix militaire.
Plus tard, il est décoré de l'ordre de la Jarretière en octobre 1954 et est membre du Conseil privé.

## Dans la fiction

### Au cinéma
- 2017 : Les Heures sombres : Samuel West

### À la télévision
- 2016 : The Crown : Jeremy Northam

## Ouvrages abordant sa carrière aux Affaires étrangères
- Roger Faligot, Les Services spéciaux de sa Majesté, Messidor / Temps actuels, 1982.
- Colonel David Smiley (trad. de l'anglais), Au cœur de l’action clandestine. Des Commandos au MI6 [« Irregular Regular »], Sceaux, L’Esprit du Livre, 2008, 344 p. (ISBN 978-2-915960-27-3) —  Les mémoires d'un officier du SOE en Albanie en 1943-44 puis du SOE en Asie du Sud-Est et enfin du MI6 après guerre (Pologne, Albanie, Oman, Yémen).
- (en) Stephen Dorril, MI6 : Inside the Covert World of Her Majesty's Secret Intelligence Service, New York, The Free Press, 2000, 907 p. (ISBN 0-7432-0379-8, présentation en ligne)
- François Kersaudy, De Gaulle et Churchill, 2001
- Antoine Capet, Churchill : Le Dictionnaire, Paris, Perrin, 2018, 867 p., p. 539-542